# 丹麥廣播公司
丹麥廣播公司（丹麥語：Danmarks Radio，一般缩写：DR）是丹麥的公共廣播電台及電視台，成立於1925年，1951年開始播出電視節目。總部位於哥本哈根，是歐洲廣播聯盟的創始會員之一。2008年，丹麥廣播公司遷入新總部大樓。現在丹麥廣播公司擁有四個廣播頻率和六個電視頻道，並且擁有自己的交響樂團。

## 外部連結
- 官方網站（页面存档备份，存于）